# پیرلوئیجی تامی
پیرلوئیجی تامی (انگلیسی: Pierluigi Tami؛ زادهٔ ۱۲ سپتامبر ۱۹۶۱) بازیکن فوتبال اهل سوئیس است.
از باشگاه‌هایی که در آن بازی کرده‌است می‌توان به باشگاه فوتبال گراس‌هاپر زوریخ، باشگاه فوتبال لوگانو، و باشگاه فوتبال کیاسو اشاره کرد.